# Omzet
De omzet is een begrip uit de bedrijfseconomie en is het totaalbedrag in een bepaalde periode van de verkopen door een bedrijf. Er wordt in het hele Nederlandse taalgebied over omzet of omzetcijfer gesproken, in België ook over zakencijfer.

## Formule
De omzet is opgebouwd uit twee componenten: de prijs en de afzet of verkochte hoeveelheid. De bijdrage van een bepaald artikel of product aan de omzet is de prijs ervan vermenigvuldigd met de afzet.
De omzet van een onderneming is dus gelijk aan de opbrengsten van die onderneming uit verkoop. Er wordt in de boekhouding bij de waardering van de omzet van de onderneming geen verschil in gemaakt dat de verkochte producten al door de klanten zijn betaald of dat de onderneming nog een uitstaande vordering bij de betreffende klanten heeft. Het omzetbedrag wordt altijd exclusief omzetbelasting gerekend.
De bruto-omzet is het totaal van alle verkopen, identiek aan wat hierboven als omzet is gedefinieerd. De netto-omzet is de bruto-omzet minus de teruggenomen goederen, de schadevergoedingen aan afnemers voor slechte producten en de betalingskortingen aan afnemers voor contante betaling.

### Speciale situaties
- Voor banken is deze definitie van omzet moeilijk toepasbaar. Voor banken bestaat de omzet uit de som van de rentemarge en de inkomsten uit diensten. De rentemarge is het verschil van de rente die de bank heeft ontvangen minus de rente die het als vergoeding heeft betaald. De inkomsten uit diensten hebben betrekking op activiteiten van de bank zoals het betalingsverkeer, de handel in vreemde valuta en de effectenhandel.
- Voor verzekeraars wordt voor de omzet de premie-inkomsten van de verzekeringen genomen.

## Omzetverandering
De omzet is een maatstaf om de omvang van het bedrijf te meten. De verandering van de omzet in vergelijking tot het voorafgaande jaar geeft aan of de onderneming groeit of krimpt. Deze mutatie is niet alleen het resultaat van een verandering van de verkochte hoeveelheid en prijs, maar andere factoren zoals de overname van andere bedrijven (consolidatie), de verkoop van activiteiten (de-consolidatie) en veranderingen in de wisselkoersen bij buitenlandse verkopen spelen hierbij een rol.
Een voorbeeld ter verduidelijking. Lampenfabrikant Signify behaalde in 2021 een omzet van € 6860 miljoen en dit steeg naar € 7514 miljoen in 2022, een stijging van 9,5%. Het effect van de wisselkoersverandering op de omzet was 6,0% en het effect van overnames was 2,4%. De omzetstijging alleen op basis van veranderingen in prijzen en het verkoopvolume was 1,2%.